# 22.ª Brigada Mixta (Ejército Popular de la República)
La 22.ª Brigada Mixta fue una unidad del Ejército Popular de la República creada durante la Guerra Civil Española. A lo largo de la contienda la unidad, que tomó parte en numerosas operaciones militares, llegó a estar desplegada en los frentes de Teruel —donde estuvo la mayor parte la guerra—, Extremadura y Levante.

## Historial
La unidad fue fundada en noviembre de 1936, en Gandía, a partir de la antigua columna «Peire». La nueva unidad fue puesta al mando de Francisco Galán, antiguo oficial de la Guardia Civil que había destacado al comienzo de la contienda y que para entonces había sido ascendido al rango de comandante.

### Frente de Teruel
Tras un periodo de formación, en diciembre la brigada salió para el Frente de Teruel. Formada con antiguos militantes comunistas, uno de los motivos de su envío a esta zona fue la intención de extender y afianzar la militarización de las diversa columnas milicianas que actuaban en aquel frente. Junto a la XIII Brigada Internacional y varias columnas valencianas, el 25 de diciembre de la 22.ª BM participó en un fallido asalto contra la ciudad de Teruel. El comandante Galán resultó herido, por lo que debió ser sustituido por el comandante Francisco Alba Rebullido. La brigada quedó situada cubriendo en el sector del río Alfambra.
El 18 de febrero de 1937 la 22.ª BM acudió al sector comprendido entre Rillo y Portalrubio tras la desbandada de la Columna «Macià-Companys», que había abandonado sus posiciones a raíz de un ataque enemigo; la brigada logró que los milicianos catalanes volvieran a sus posiciones originales y el 23 de febrero reconquistó Portalrubio, consiguiendo poner fin a la ofensiva rebelde.
La unidad fue asignada a la 39.ª División, que pasó a mandar Francisco Galán. A finales de abril la brigada se trasladó al frente de Extremadura, donde estaba previsto que interviniera en el Plan P. Dicha operación no llegó a tener lugar, por lo que regresó al Frente de Teruel. En junio el mando de la 22.ª BM pasó al mayor de milicias Jorge Ibón de la Barbera, en sustitución de Alba Rebullido. Por esas fechas la 22.ª BM cedió un batallón que serviría de base para la creación, en Murcia, de la 96.ª Brigada Mixta.
En diciembre de 1937, durante la ofensiva de Teruel, la 22.ª Brigada Mixta quedó situada como fuerza de reserva en el sector de los Altos de Celadas. Intervino después de la conquista republicana de Teruel, tras ser llamada por el teniente coronel Ibarrola. El 17 de enero de 1938 un ataque enemigo cayó sobre las posiciones de la 22.ª BM en los Altos de Celadas, que se vio agravado por los ataques de la aviación enemiga. Las líneas republicanas quedaron destrozadas y la brigada sufrió graves pérdidas. Tomó parte en la Batalla del Alfambra, encuadrada en la 41.ª División del XXI Cuerpo de Ejército. El 6 de febrero quedó cercada en Sierra Palomera, debiendo retirarse muy desgastada.

### Frente de Levante
En mayo de 1938 la unidad se encontraba ubicada en el sector central de la defensa republicana frente a la ofensiva de las tropas de Camilo Alonso Vega en Ares del Maestre. Ante la presión enemiga, el 30 de mayo la 22.ª BM tuvo que retirarse hacia Albocácer tras haber perdido sus posiciones en Benasal y la Sierra de San Cristóbal. Tras la ocupación franquista de Castellón de la Plana se retiró hacia Villafamés, estableciendo una nueva posición fortificada en Tosal Gros —que constituía la principal elevación de la comarca de La Plana—. En este punto el 13 de junio la 22.ª BM hubo de hacer frente a los ataques de la IV División de Navarra, quedando muy quebrantada. Dos días después, tras las bajas sufridas, fue retirada de la primera línea de combate. Fue reorganizada como una brigada mixta independiente. 
Tras el final de la Ofensiva del Levante la 22.ª BM no volvió a intervenir en ninguna operación relevante.

## Mandos
Comandantes
- Comandante Francisco Galán Rodríguez;
- Comandante de infantería Francisco Alba Rebullido;
- Mayor de milicias Jorge Ibón de la Barbera;
- Comandante de infantería Gabriel Rodríguez Cabezas;

Comisarios
- Pedro Yáñez Jiménez, del PSOE;
- Luis Rodríguez Cuesta, del PSOE;
- José Ros Miguel, del PSOE;

Jefes de Estado Mayor
- Capitán de infantería Elías Martínez Martínez;
- Comandante de infantería Ignacio Martín Rodríguez;
- Capitán de milicias Manuel González Castelló;
- Teniente de milicias Félix Ruiz Gálvez;